# Ficedula basilanica
Ficedula basilanica là một loài chim trong họ Muscicapidae.